# Basquetebol na Universíada de Verão de 1981

## Quadro de medalhas
| Ordem | País                | Medalha de ouro | Medalha de prata | Medalha de bronze |   |
| ----- | ------------------- | --------------- | ---------------- | ----------------- | - |
| 1     | USA Estados Unidos  | 1               | 1                |                   | 1 |
| 2     | URS União Soviética | 1               | 1                |                   | 1 |
| 3     | YUG Iugoslávia      |                 |                  | 1                 | 1 |
| 3     | ROM Romênia         |                 |                  | 1                 | 1 |